# 阿德里安·莱斯特
阿德里安·莱斯特，CBE（英語：Adrian Lester，1968年8月14日—），是英国的一名演员。

## 个人生活
莱斯特出生于英国伯明翰，是牙买加移民后裔。其母莫妮卡（Monica）是一名医药秘书，其父雷金纳德是一名保洁公司的经理。幼年时，他曾在伯明翰圣查德大教堂合唱团（the Choir of St Chad's Cathedral）担任男高音。后来他在伯明翰青年剧院（Birmingham Youth Theatre）开始进行表演，就读于约瑟夫·张伯伦六年制学院（Joseph Chamberlain VI Form College），后来考入伦敦的皇家戏剧艺术学院（Royal Academy of Dramatic Art）。莱斯特同女演员洛丽塔·查克拉巴蒂完婚。两人住在伦敦东南区，育有二女：这两个女儿都降生于伦敦朗伯斯区（Lambeth），其中莉拉·哈维·查克拉巴蒂生于2001年，贾斯敏·哈维·查克拉巴蒂生于2004年。

## 演艺生涯
莱斯特因其在BBC剧集《飞天大盗》（Hustle）中饰演的迈克尔·斯通（绰号“米奇·布瑞克斯”）在英国出名。该角色曾在第4部中退出，但在第5、6部又重新回归。在美国，他在1998年由迈克·尼科尔斯（Mike Nichols）执导的电影《风起云涌》（Primary Colors）中饰演竞选主管亨利·巴顿（Henry Burton）。他的角色被认为是影射乔治·斯蒂芬诺帕洛斯。该角色使他获得了芝加哥影评人协会的最佳新人奖提名。
2000年，莱斯特在肯尼斯·布莱纳的电影《空爱一场》中出演，该片改编自莎士比亚的剧作，情景设置在20世纪30年代。影片口碑并不好，但莱斯特却因其表演获得了英国独立电影奖提名。
他出演舞台音乐剧《伙伴们》（Company），并因此赢得一座奥利弗奖，在《哈姆雷特》中扮演主要角色（获得卡尔顿电视戏剧奖），并在1991年版的《皆大欢喜》中饰演了罗塞蒂（Rosalind），并获得Time Out奖。2003年，莱斯特在皇家国立剧院演出了莎士比亚剧作《亨利五世》。
2005年末，莱斯特在Channel 4的热门警察题材剧集《鬼魂小队》（The Ghost Squad）中客串出演。他还出现在了2007年的《蜘蛛侠3》中，但他的戏份最终被删节。
同样是在2007年，莱斯特为Channel 4拍摄了《帝国子民》，一部讲述他的祖父肯尼斯·纳撒尼尔·莱斯特来到英国的故事的纪录片。他的祖父在牙买加取景时就感到身体不适，无法接受采访。在纪录片拍摄结束后不久，肯尼斯就去世，没能看到该片的上映。
2008年，莱斯特在BBC的电视剧《骨迹迷踪》（Bonekickers），该片讲述一队考古学家的故事。2009年，他再次回到《飞天大盗》中，饰演米奇·斯通。他还在电视剧《梅林传奇》中饰演迈瑞尔（Myror）一角。

## 影视作品

### 电影
- Les Soeurs Soleil (1997)
- Up On the Roof (1997)... Scott
- 风起云涌（Primary Colours） (1998)... Henry Burton
- 空爱一场（Love's Labour's Lost） (2000)... Dumaine
- Maybe Baby (2000)... George
- Best (2000)... Rocky
- Born Romantic (2000)... Jimmy
- Dust (2001)... Edge
- The Final Curtain (2002)... Jonathan Stitch
- The Day After Tomorrow (2004)... Simon
- 皆大欢喜（As You Like It） (2006)... Oliver De Boys
- Scenes of a Sexual Nature (2006)... Pete
- Starting Out in the Evening (2007)... Casey Davies
- 世界末日（Doomsday） (2008)... Sgt. Norton
- Case 39 (2009)... Wayne

### 电视
- Touch and Die (1991)... Lute
- The Affair (1995)... Ray
- Company (1996)... Bobby
- Storm Damage (1999)... Danny
- Jason and the Argonauts (2000)... Orpheus
- The Tragedy of Hamlet (2002)... Hamlet
- 飞天大盗（Hustle） (2004至今，27集)... Mickey
- The Ghost Squad (2005，一集)... DI Gus Philips
- Ballet Shoes (2007)... Mr. Sholsky
- 骨迹迷踪（Bonekickers） (2008，六集)... Ben Ergha
- Being Human (2008，一集)... Herrick
- 梅林传奇（Merlin） (2009，一集)... Myror
- Sleep With Me (2009)... Richard